# Pietro Ceccarelli (Schauspieler)
Pietro Ceccarelli (* 21. November 1934 in Rom; † 14. Oktober 1993) war ein italienischer Stuntman und Schauspieler.

## Leben
Ceccarelli, dessen jüngerer Bruder Lanfranco ebenfalls als Stunt-Koordinator, Produktionsleiter und Kleindarsteller für die italienische Filmindustrie arbeitete, gehört zu der Ära von Stuntmännern, die ab Mitte der 1950er Jahre durch den Boom der italienischen Filmindustrie immer wieder Gelegenheit bekamen, ihre athletischen Fähigkeiten mit schauspielerischen Parts anzureichern. Wie seine Kollegen, z. B. die Brüder Cianfriglia, Sal Borgese, Nello Pazzafini oder Rinaldo Zamperla, gelang es ihm aufgrund seiner physischen Präsenz (und seines großgewachsenen und glatzköpfigen, finster wirkenden Erscheinungsbildes) in Schurkenrollen zahlreicher Genrefilme – mythologische Filme, viele Italowestern und Actionfilme – eingesetzt zu werden und auch eine gelegentliche Hauptrolle zu erhalten, verriet aber auch ein Talent für Komödien. Dabei wurde er auch unter zahlreichen Pseudonymen geführt, oft als Puccio Ceccarelli (seinem Spitznamen) oder Peter Jacob. 1988 drehte er seinen letzten seiner seit 1960 rund 130 Filme. Zu Beginn der 1970er Jahre war er auch mehrfach als Produktionsleiter tätig.

## Filmografie (Auswahl)
- 1960: Der Fluch des Pharao (Il sepolcro dei re)
- 1962: Die gewaltigen Sieben (Maciste il gladiatore più forte del mondo)
- 1962: Kampf der Giganten (Ursus gladiatore ribelle)
- 1962: Maciste, der Rächer der Verdammten (Maciste all'inferno)
- 1963: Ursus, der Unbesiegbare (Ursus nella terra di fuoco)
- 1965: Der steinerne Wald (Il tesoro della foresta pietrificata)
- 1966: Eine Flut von Dollars (Un fiume di dollari)
- 1966: Gern hab ich die Frauen gekillt (Spie contro il mondo)
- 1966: Mögen sie in Frieden ruh’n (Requiescant)
- 1967: Il bello, il brutto, il cretino
- 1967: Rocco – der Einzelgänger von Alamo (Ballata per un pistolero)
- 1968: Django – Ein Sarg voll Blut (Il momento di uccidere)
- 1968: Dynamit in grüner Seide
- 1968: Mein Leben hängt an einem Dollar (Dai nemici mi guardo io!)
- 1968: I nipoti di Zorro
- 1969: Fahrt zur Hölle, ihr Halunken (Gli specialisti)
- 1971: Weihwasser Joe (Acquasanta Joe)
- 1972: Lo chiamavano Verità
- 1972: Pizza, Pater und Pistolen (Posate le pistole reverendo)
- 1973: Kennst Du das Land, wo blaue Bohnen blüh’n? (Lo chiamavano Tresette… giocava sempre col morto)
- 1974: Dicke Luft in Sacramento (Di Tresette ce n'è uno, tutti gli altri son nessuno)
- 1976: Racket (Il grande racket)
- 1983: Endgame – Das letzte Spiel mit dem Tod (Endgame – Bronx lotta finale)
- 1983: The Throne of Fire (Il trono di fuoco)
- 1986: Scalps
- 1988: Stradivari